# Chantefable
Chantefable (auch: Cantefable) ist eine Form der französischen Literatur.
Es handelt sich um eine mittelalterliche Liebeserzählung aus Prosa und Versen (Prosimetrum), deren Prosateile gesprochen (fabler von lateinisch fabulari, reden, erzählen) und deren interkalierte Verse gesungen werden. Der Stoff ist vorwiegend aus dem höfischen Roman abgeleitet. Das einzige bekanntgewordene Beispiel ist Aucassin et Nicolette (Anfang des 13. Jahrhunderts, aus dem pikardischen Sprachraum), in dem auch die Bezeichnung erstmals verwendet wird: cantefable (Versteil 41, v. 24). Es handelt sich um eine nach Mehrzahl der Forscher gelungene Parodie auf den mittelalterlichen Abenteuer- und Liebesroman.